# Privatklinik Wyss

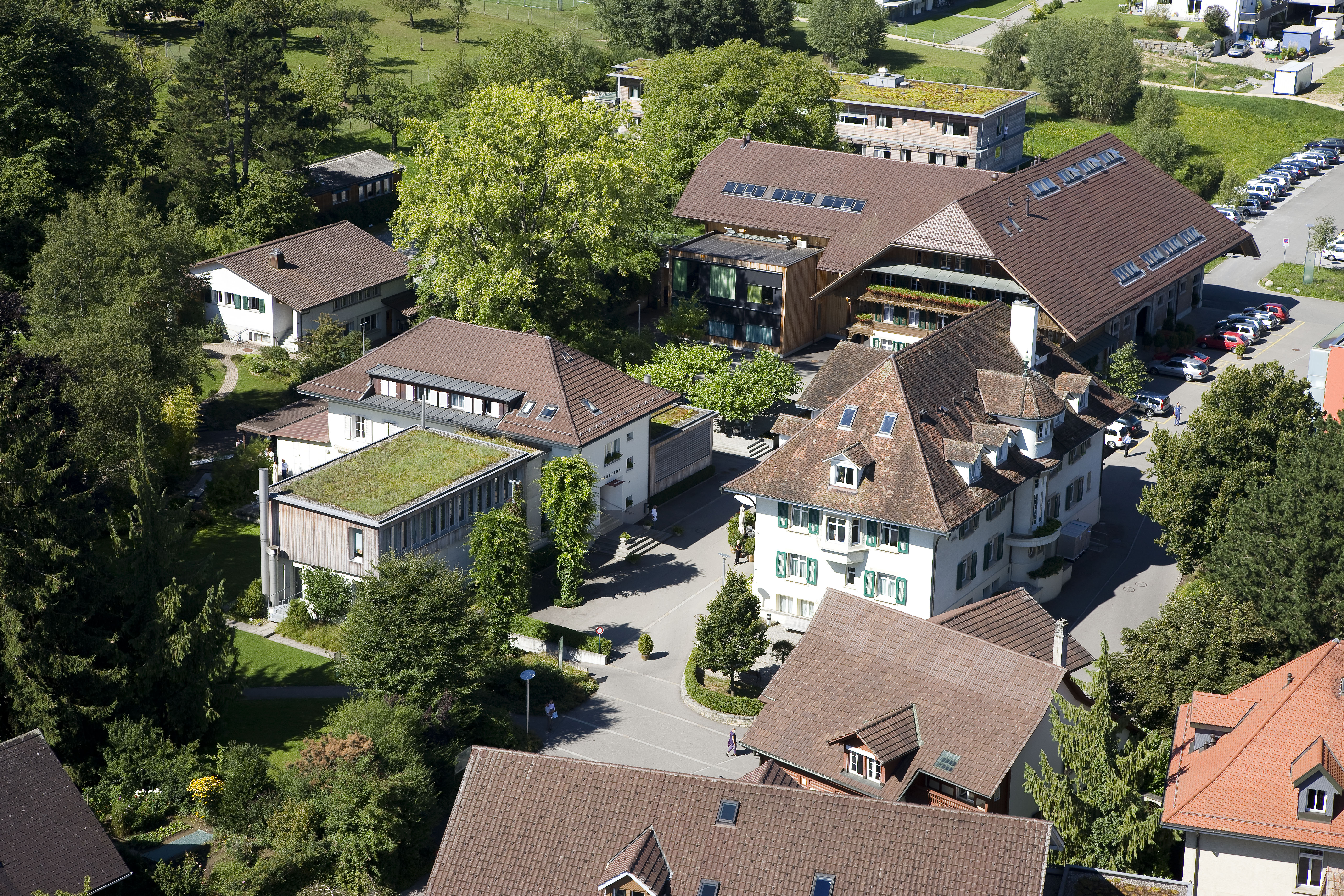
Das Klinikareal um 2008

Die Klinik um 1880

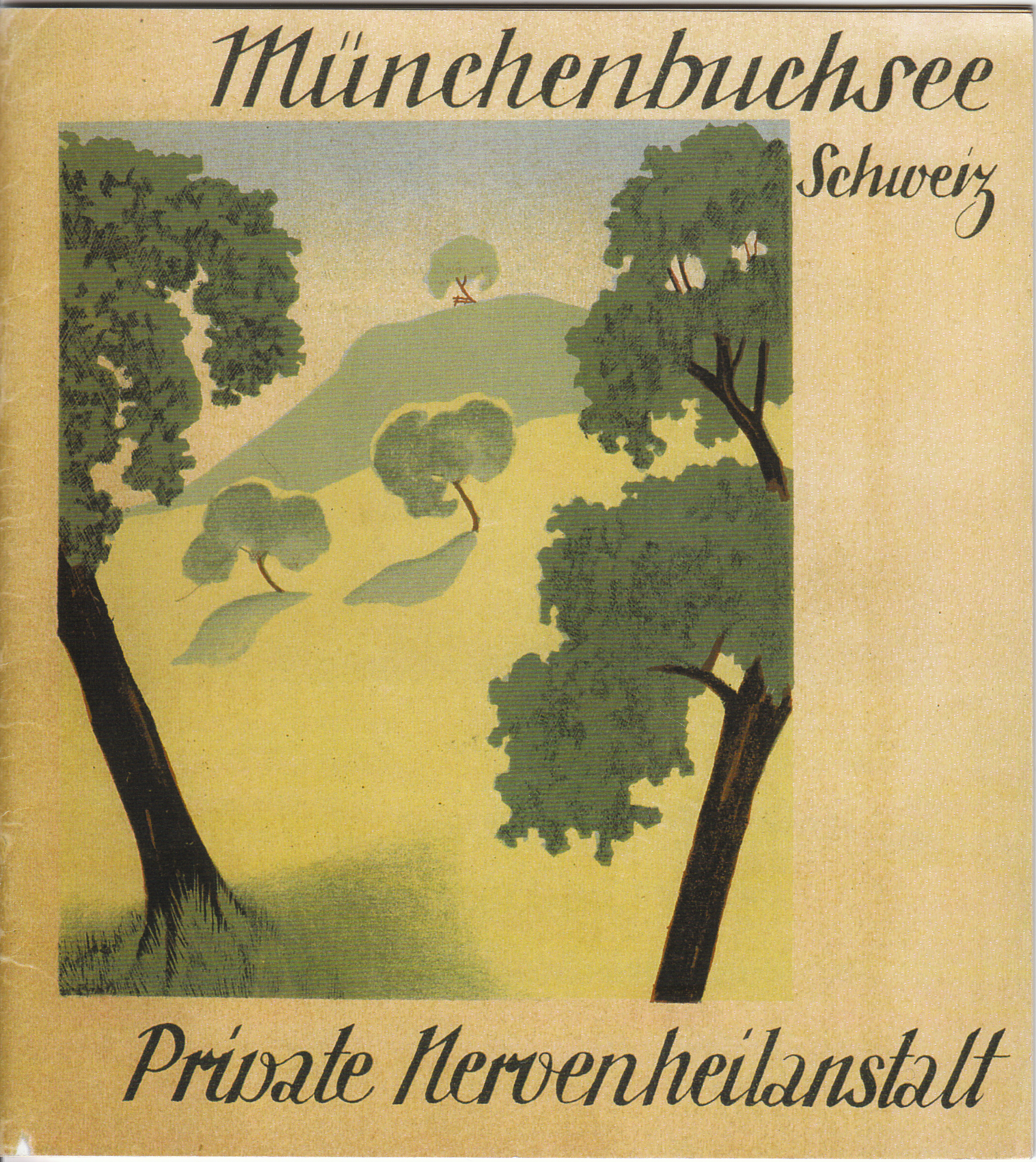
Werbeprospekt der Privatklinik Wyss um 1930

Die Privatklinik Wyss (ehemals private Nervenheilanstalt Münchenbuchsee) ist eine psychiatrische Klinik in Münchenbuchsee in der Schweiz. Mit Gründungsjahr 1845 ist sie die älteste psychiatrische Klinik des Kantons Bern. Die Familien-Aktiengesellschaft beschäftigt rund 340 Mitarbeiter. Jährlich werden rund 2300 Patienten behandelt.

## Geschichte
Im Jahre 1845 errichtete der Arzt Johann Caspar Straub (1792–1855) in seinem Wohnhaus eine „Heil- und Verpflegungsanstalt für Gemütskranke“. Zu dieser Zeit existierten im Kanton Bern acht weitere private Krankenanstalten, die alle im Verlauf des 19. Jahrhunderts wieder verschwanden. 1855 entstand die regionale staatliche Heil- und Pflegeanstalt Waldau.
Johann Caspar Straub fühlte sich den Ideen der Aufklärung verpflichtet. Deshalb setzte er auf eine repressionsfreie Behandlung der Insassen. Nach Straubs Tod übernahm seine Witwe Anna Straub-Reber (1819–1884) den Betrieb. Unter ihrer Leitung vergrösserte sich die Anstalt rasch. 1877 beschrieb sie der deutsche Psychiater Adolph Erlenmeyer in seinem Werk „Übersicht der Schweizerischen Irren- und Idioten-Anstalten“ als grösste und meistfrequentierte Privatirrenanstalt der Schweiz. 1884 starb Anna Straub und vererbte den Besitz an ihre Nichte Katharina Wyss-Reber. Seit mittlerweile fünf Generationen gehört die Klinik den Nachkommen der Familie Wyss.
Leiter der Klinik waren u. a.:
- Georg Glaser (1854–1933), Chefarzt 1878–1894 und 1912–1920 (von 1895–1912 erster Direktor der Irrenanstalt Münsingen)
- Walter Morgenthaler (1882–1965), Chefarzt 1921–1925 (Förderer des schizophrenen Künstlers Adolf Wölfli)
- Paul Plattner (1907–1980), Chefarzt 1940–1972 (Gründer der Stiftung Pro Mente Sana)

Im ausgehenden 20. Jahrhundert geriet die Klinik in eine wirtschaftlich kritische Situation. Ab 1992 setzte der umfangreiche Um- und Ausbau der Infrastruktur ein. In die Modernisierung der Gebäude wurden über 20 Millionen Schweizerfranken investiert. Parallel dazu erfolgte der Aufbau neuer Therapieangebote sowie die Eröffnung von zwei psychiatrischen Tageskliniken (1993 und 2007) und zwei ambulanten Diensten in Bern (1996) und Biel (2007).